# Sandoy

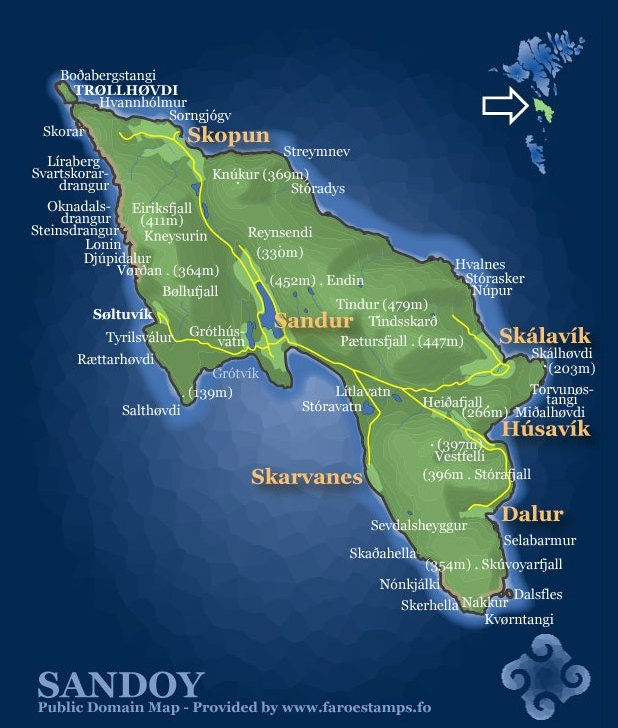
Sandoy

Sandoy (danskinspirerad äldre namnform: Sandö) är en av öarna som bildar ögruppen Färöarna. Den största byn på ön är Sandur och antalet invånare är 1494 (2001). Öns area är 125 km².
Från ön kan man bland annat åka båt över till Färöarnas huvudstad Torshamn genom den nya färjehamnen Gamlarætt.
Till regionen Sandoy hör också de små öarna Skúvoy och Stóra Dímun. Dessa två öar har tillsammans 62 invånare. Totalt finns det fyra kommuner på ön och fem i regionen. Kommunerna är Sands, Skopunar, Skálavíkar, Húsavíkar och Skúvoyar.